# Thadeus von Sievers
Le baron Thadeus von Sievers, né le 18 octobre 1853 et mort en avril 1915, est un aristocrate allemand de la Baltique qui fut général de l’armée impériale russe.

## Biographie
Thadeus von Sievers étudie à l’école d’infanterie des cadets à Varsovie. Il en sort en 1872. Il entre aussi plus tard à l’académie d’état-major Nicolas à Saint-Pétersbourg, dont il sort en 1881. Il prend part à la guerre russo-turque de 1877-1878, puis combat dans le Caucase et au bord de la mer Noire, et enfin en Sibérie. Il participe à la campagne contre les Boxers en Chine en 1900-1901. Sievers est nommé chef de l'état-major du district militaire de Vilna en 1906. Il commande, en 1908, au XVIe corps d’armée et au Xe à partir de 1911. Il est nommé général d’infanterie le 6 décembre 1912.

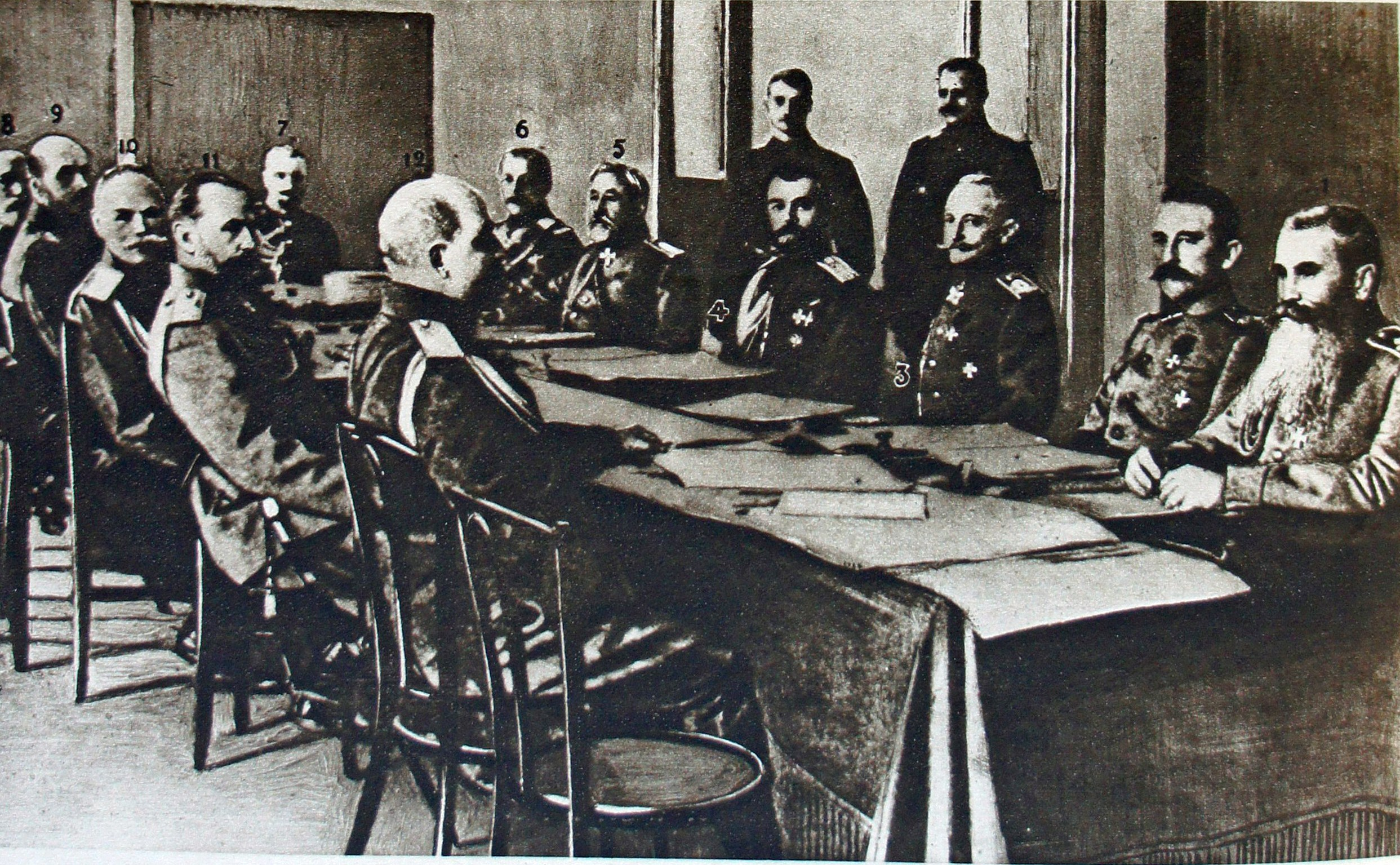
En sixième place, le général Sievers au Grand Conseil de guerre avec le tsar.

Lorsque la Première Guerre mondiale éclate, Sievers commande ses troupes, près de Prömsel, puis près de Rava-Rouska. Il remporte plusieurs victoires contre les Austro-Hongrois et reçoit l’Ordre de Saint-Georges de 4e classe. Il commande la 10e armée
du front du nord-ouest et prend les villes de Stallupönen et Goldap en province de Prusse-Orientale, mais la situation se renverse en Mazurie à partir de l’hiver 1915. La 10e armée armée est en partie anéantie en février. Il est remplacé par le général Evgueni Radkevitch (ru)). Le général von Sievers est mis à la retraite le 25 avril et il se suicide peu après, au cours d’une crise de dépression.

## Source
- (de) Cet article est partiellement ou en totalité issu de l’article de Wikipédia en allemand intitulé « Thadeus von Sievers » (voir la liste des auteurs).